# Asian Sevens Series 2021
El Asian Sevens Series de 2021 fue la decimosegunda temporada del circuito de selecciones nacionales masculinas asiáticas de rugby 7.
Inicialmente el circuito estaba planificado para dos torneos a disputarse en Dubái, posteriormente se definió que se disputaría solamente uno.
Los equipos de Hong Kong y Corea del Sur clasificaron a la Copa del Mundo de Rugby 7 de 2022.

## Fase de grupos

### Grupo A
| Pos | Países        | Partidos | Partidos | Partidos | Partidos | Tantos | Tantos | Tantos | Pts |
| Pos | Países        | J        | G        | E        | P        | PF     | PC     | DP     | Pts |
| --- | ------------- | -------- | -------- | -------- | -------- | ------ | ------ | ------ | --- |
| 1   | Hong Kong     | 3        | 3        | 0        | 0        | 97     | 12     | 85     | 9   |
| 2   | Corea del Sur | 3        | 2        | 0        | 1        | 93     | 21     | 72     | 7   |
| 3   | Filipinas     | 3        | 1        | 0        | 2        | 19     | 87     | -68    | 5   |
| 4   | Malasia       | 3        | 0        | 0        | 3        | 24     | 113    | -89    | 3   |

### Grupo B
| Pos | Países                 | Partidos | Partidos | Partidos | Partidos | Tantos | Tantos | Tantos | Pts |
| Pos | Países                 | J        | G        | E        | P        | PF     | PC     | DP     | Pts |
| --- | ---------------------- | -------- | -------- | -------- | -------- | ------ | ------ | ------ | --- |
| 1   | Japón                  | 3        | 3        | 0        | 0        | 84     | 33     | 51     | 9   |
| 2   | China                  | 3        | 2        | 0        | 1        | 61     | 43     | 18     | 7   |
| 3   | Emiratos Árabes Unidos | 3        | 1        | 0        | 2        | 65     | 63     | 2      | 5   |
| 4   | Sri Lanka              | 3        | 0        | 0        | 3        | 21     | 92     | -71    | 3   |

## Fase Final

### Quinto puesto
|  | Copa de plata          | Copa de plata          | Copa de plata          |                        |           | Quinto puesto  | Quinto puesto  | Quinto puesto  |  |
|  |                        |                        |                        |                        |           |                |                |                |  |
|  |                        |                        |                        |                        |           |                |                |                |  |
|  | Sri Lanka              | Sri Lanka              | 28                     |                        |           |                |                |                |  |
|  | Sri Lanka              | Sri Lanka              | 28                     |                        |           |                |                |                |  |
|  | Filipinas              | Filipinas              | 26                     |                        |           |                |                |                |  |
|  | Filipinas              | Filipinas              | 26                     |                        | Sri Lanka | Sri Lanka      | 10             |                |  |
|  |                        |                        |                        |                        | Sri Lanka | Sri Lanka      | 10             |                |  |
|  |                        |                        | Emiratos Árabes Unidos | Emiratos Árabes Unidos | 29        |                |                |                |  |
|  | Emiratos Árabes Unidos | Emiratos Árabes Unidos | Emiratos Árabes Unidos | Emiratos Árabes Unidos | 29        | 31             |                |                |  |
|  | Emiratos Árabes Unidos | Emiratos Árabes Unidos |                        |                        |           | 31             |                |                |  |
|  | Malasia                | Malasia                | 14                     |                        |           | Séptimo puesto | Séptimo puesto | Séptimo puesto |  |
|  | Malasia                | Malasia                | 14                     |                        |           | Séptimo puesto | Séptimo puesto | Séptimo puesto |  |
|  |                        |                        |                        |                        |           |                |                |                |  |
|  |                        |                        |                        |                        |           | Filipinas      | Filipinas      | 19             |  |
|  |                        |                        |                        |                        |           | Filipinas      | Filipinas      | 19             |  |
|  |                        |                        |                        |                        |           | Malasia        | Malasia        | 28             |  |
|  |                        |                        |                        |                        |           | Malasia        | Malasia        | 28             |  |
|  |                        |                        |                        |                        |           |                |                |                |  |

### Copa
|  | Semifinal     | Semifinal     | Semifinal     |               |           | Finla         | Finla         | Finla         |  |
|  |               |               |               |               |           |               |               |               |  |
|  |               |               |               |               |           |               |               |               |  |
|  | Hong Kong     | Hong Kong     | 24            |               |           |               |               |               |  |
|  | Hong Kong     | Hong Kong     | 24            |               |           |               |               |               |  |
|  | China         | China         | 0             |               |           |               |               |               |  |
|  | China         | China         | 0             |               | Hong Kong | Hong Kong     | 33            |               |  |
|  |               |               |               |               | Hong Kong | Hong Kong     | 33            |               |  |
|  |               |               | Corea del Sur | Corea del Sur | 7         |               |               |               |  |
|  | Corea del Sur | Corea del Sur | Corea del Sur | Corea del Sur | 7         | 21            |               |               |  |
|  | Corea del Sur | Corea del Sur |               |               |           | 21            |               |               |  |
|  | Japón         | Japón         | 14            |               |           | Tercer puesto | Tercer puesto | Tercer puesto |  |
|  | Japón         | Japón         | 14            |               |           | Tercer puesto | Tercer puesto | Tercer puesto |  |
|  |               |               |               |               |           |               |               |               |  |
|  |               |               |               |               |           | Japón         | Japón         | 26            |  |
|  |               |               |               |               |           | Japón         | Japón         | 26            |  |
|  |               |               |               |               |           | China         | China         | 19            |  |
|  |               |               |               |               |           | China         | China         | 19            |  |
|  |               |               |               |               |           |               |               |               |  |

| Bandera de Hong Kong |
| Campeón Hong Kong    |
| 4º título            |